# Metropolia moskiewska
Metropolia moskiewska (ros. Московская митрополия) – metropolia Rosyjskiego Kościoła Prawosławnego, z siedzibą w Moskwie, obejmująca teren obwodu moskiewskiego.
Metropolia została utworzona postanowieniem Świętego Synodu 13 kwietnia 2021 r. w miejsce eparchii moskiewskiej obwodowej. Administraturą zarządza namiestnik patriarchy moskiewskiego i całej Rusi, noszący tytuł metropolity krutickiego i kołomieńskiego.
W skład metropolii wchodzi pięć eparchii:
- bałaszyska
- kołomieńska
- odincowska
- podolska
- siergijewoposadzka.

## Namiestnicy metropolii moskiewskiej
- Juwenaliusz (Pojarkow), 2021
- Paweł (Ponomariow), od 2021[1]